# II. Vilmos osztrák őrgróf
II. Vilmos (? – 871) a IX. századi Ausztria őrgrófja volt. Életéről keveset tudunk. Annyi bizonyos, hogy egy morvák ellen vezetett hadjáratban vesztette életét 871-ben. Állama a Dunától a mai Felső-Ausztriában fekvő Traun városáig, Szombathelyig és a Rábáig terjedt, központja pedig Bécs volt. Keleten az avarok államával volt határos.
Vilmos bátyjával, I. Engelschalkkal együtt uralkodott, aki abban a hadjáratban halt meg, mint ő. Aribo követte őket a trónon, de Engelschalk fia, II. Engelschalk, a testvérpár jogos örököse, lázadást szított a trónbitorló ellen, amit a Vilmosi háború néven ismerünk és 882-től 884-ig tartott. A „Vilmosiak” II. Vilmos apjának, I. Vilmosnak a leszármazottai voltak.
| Előd: I. Vilmos | II. Vilmos osztrák őrgróf (?-871) | Utód: Aribo és II. Engelschalk |